# St. Georg (Ast)

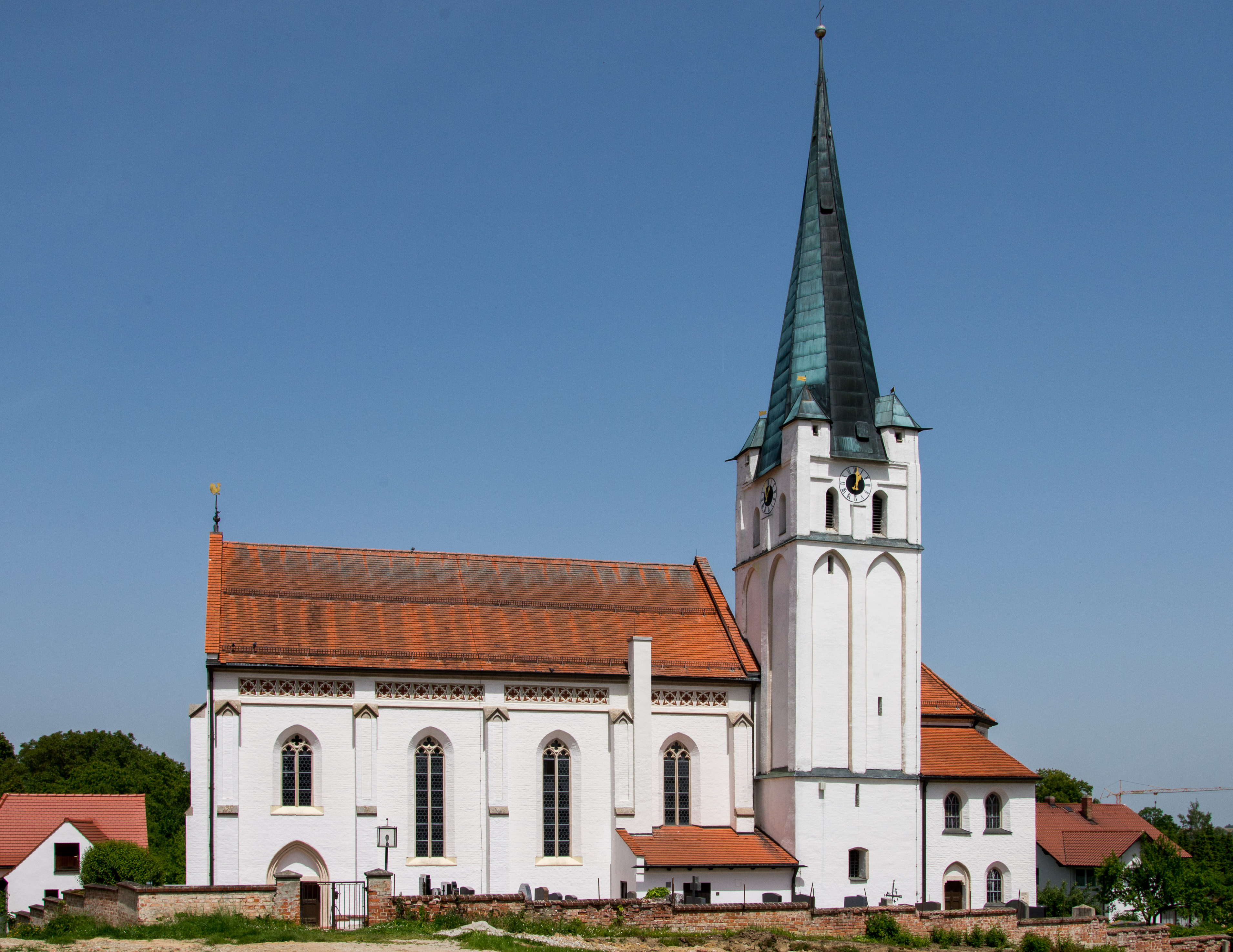
Außenansicht der Pfarrkirche St. Georg von Süden

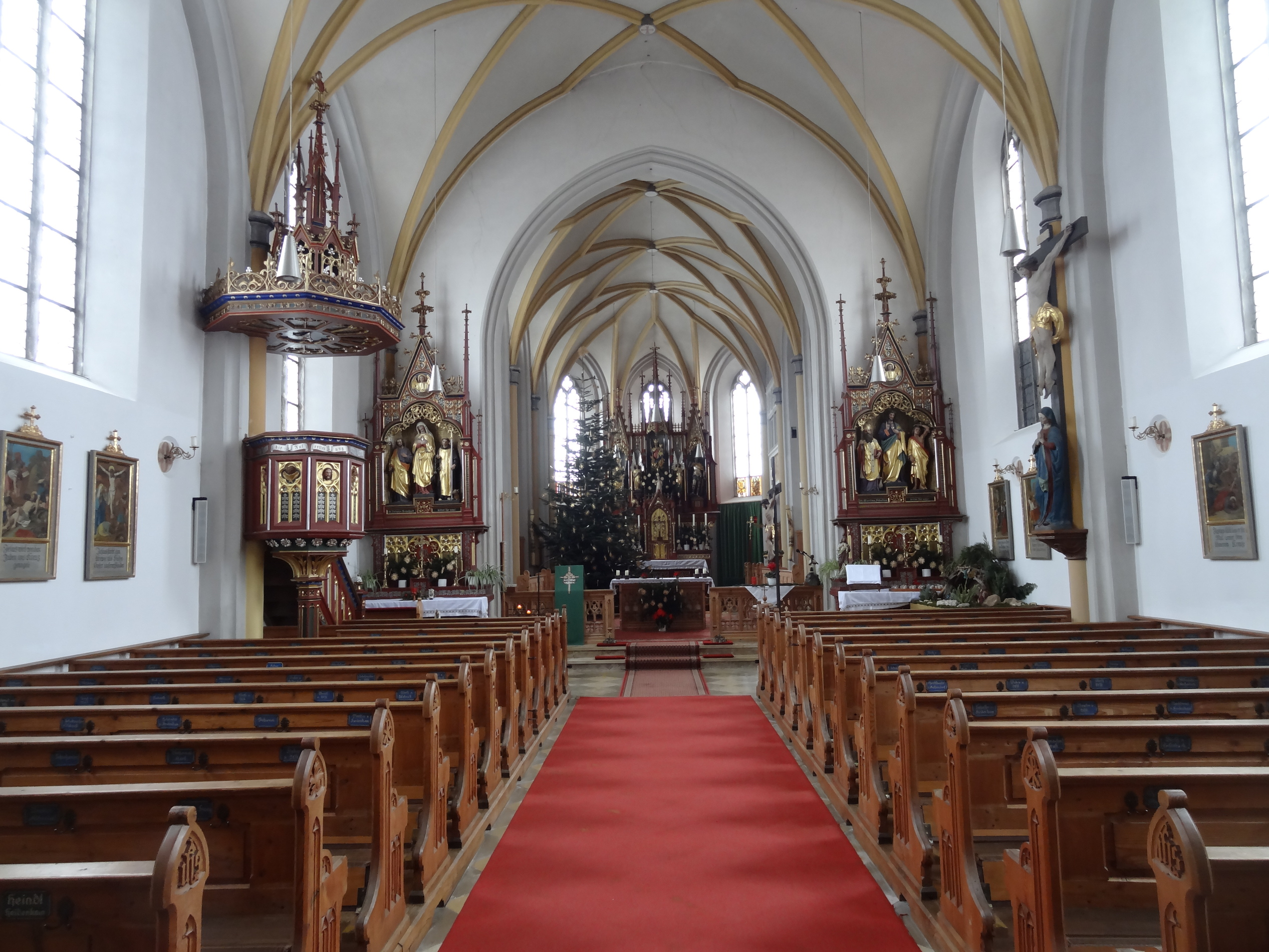
Innenraum

Die römisch-katholische Pfarrkirche St. Georg in Ast, einem Ortsteil der Gemeinde Tiefenbach im niederbayerischen Landkreis Landshut, ist eine neugotische Saalkirche, die in den Jahren 1876/77 nach den Plänen des Münchner Architekten Johann Marggraff errichtet wurde. Sie ist als Baudenkmal mit der Nummer D-2-74-182-2 beim Bayerischen Landesamt für Denkmalpflege eingetragen. Die Pfarrei Ast mit ihren Filialkirchen St. Ulrich in Tiefenbach und St. Peter in Heidenkam gehört dem zum 1. März 2014 gegründeten Pfarrverband Steinzell im Erzbistum München und Freising an.

## Geschichte

### Pfarrgeschichte
Die Errichtung der ersten Kirche in Ast geht wohl auf eine Stiftung des Uto von Eodungesdorf zurück, die in einer Urkunde des Bistums Freising vom 21. Oktober 816 bezeugt ist. Darin ist verbrieft, dass Uto der Domkirche zu Freising und der bereits bestehenden Taufkirche St. Johann zu Eching ein Grundstück zum Bau einer Kirche schenkt. Damit besaß Ast bereits zu sehr früher Zeit eine Seelsorgskirche, die zwar das Sepulturrecht, nicht aber das Taufrecht besaß. Außerdem war Ast stets dem Pfarrherrn von Eching unterstellt.
In den Jahren 1679 bis 1704 dauerte ein Streit zwischen den Bewohnern von Ast, Heidenkam sowie Tiefenbach und dem Kollegiatstift St. Martin in Landshut, dem die Pfarrei Eching unterstellt war, an. Dabei ging um die Errichtung einer eigenen Pfarrei in Ast, wobei das Schloss Heidenkam als Pfarrhof dienen sollte. Außerdem sollte der Ort der sonntäglichen Messe zwischen Ast, Heidenkam und Tiefenbach abwechseln. Das Ansinnen wurde jedoch für lange Zeit verworfen. Der hergebrachte Zustand änderte sich erst mit der Erhebung zur Expositur zum 20. Juni 1926. Damit erhielt die Aster Kirche nun auch das Taufrecht. Fast sechzig Jahre später, am 21. April 1986, erhob Kardinal Friedrich Wetter St. Georg in Ast zur Pfarrei.

### Baugeschichte
Während über das erste Gotteshaus in Ast wahrscheinlich aus Holz errichtet wurde, da heute keinerlei Spuren mehr vorhanden sind, weiß man, dass im 11. Jahrhundert ein erster, romanischer Steinbau errichtet wurde. Der Innenraum soll, wie zur damaligen Zeit durchaus üblich eine einfache Flachdecke besessen haben und von nur einem einzigen Fenster beleuchtet worden sein. Später wurde an das hochmittelalterliche Kirchlein ein gotischer Chor angefügt, um die Mitte des 15. Jahrhunderts außerdem ein spätgotischer Turm. Im Jahr 1876 wurde das romanische Gotteshaus abgebrochen und im Folgejahr durch einen neugotischen Bau nach den Plänen des Münchner Architekten Johann Marggraff ersetzt. Von der Vorgängerkirche wurde lediglich der Turm in Teilen übernommen. Die Kirchweihe nahm Erzbischof Anton von Steichele am 8. September 1880 vor. Die Baukosten beliefen sich auf 26.000 Mark für den Rohbau, 16.000 Mark für die Innenausstattung und weitere 9.000 Mark für den Hochaltar.

## Architektur

### Außenbau
Der nach Osten ausgerichtete Saalbau umfasst ein vierjochiges Langhaus, an das ein dreijochiger Chor mit dreiseitigem Schluss angefügt ist. Letzterer ist merklich eingezogen und besitzt ein deutlich niedrigeres Satteldach als das Langhaus. Die Jochtrennung erfolgt durch Strebepfeiler, die Fensteröffnungen sind dem Stil entsprechend spitzbogig ausgeführt und mit zweibahnigen Maßwerkfenstern (mit Vierpassformen) bestückt. Unterhalb der Traufe zieht sich als weiteres Gestaltungselement ein Dachfries entlang.
Auf der Südseite des Chorraums sind die zweigeschossige Sakristei und der Turm angebaut. Letzterer wurde von der spätgotischen Vorgängerkirche übernommen und ist über quadratischem Grundriss erbaut. Im Erdgeschoss sind Teile der Sakristei untergebracht. Darauf baut ein deutlich überhöhtes zweites Geschoss auf, das von Spitzbogenblenden gegliedert wird. Das dritte und oberste Geschoss enthält Glockenstuhl. Nach außen hin ist es charakterisiert durch spitzbogige Schallöffnungen und allseitige Turmuhren. Der Übergang zu dem achtseitigen, kupfergedeckten Spitzhelm wird durch vier kleine Ecktürmchen vermittelt.

### Innenraum
Der weite, lichte Innenraum wird von einem Netzrippengewölbe überspannt, dessen Rücklagen – wie in der Gegend häufig anzutreffen – in ockergelb getüncht sind. Die birnstabförmigen Rippen entspringen im Langhaus wie im Chorraum aus halbrunden Wandvorlagen an flachen Pilastern, die das Kircheninnere gliedern. Genau wie die Fensteröffnungen ist auch der Chorbogen spitz ausgeführt. Im rückwärtigen Langhausjoch ist eine dreiachsig unterwölbte Orgelempore mit gerader Brüstung eingezogen.

## Ausstattung

### Glasfenster
An der Unterseite der Fenster im Chorraum sind mehrere kleine Glasgemälde eingelassen, die zum Teil noch aus dem spätgotischen Vorgängerbau stammen. Es handelt sich hierbei um Darstellungen des heiligen Wolfgang, der heiligen Katharina sowie des Wappens der Stein von Altenstein, die alle um 1460 geschaffen wurden. Außerdem sind das Wappen der Grafen von Preysing (gemalt 1879) sowie einige Wappen weiterer Adelsfamilien zu sehen.

### Altäre
Die drei Altäre der Pfarrkirche St. Georg, der Hochaltar und die beiden Seitenaltäre, sind im neugotischen Stil ausgeführt und rot-gold gefasst. Auffällig ist besonders beim Hochaltar das aufwändige Gesprenge mit sieben in die Höhe ragenden Fialen. Dagegen besitzen die Seitenaltäre nur je drei Fialen. Der Hochaltar ist mit drei spätgotischen Figuren ausgestattet: links der heilige Wolfgang (um 1460), in der Mitte eine Madonna mit Kind (um 1480), rechts der Kirchenpatron Georg (um 1480). Der linke (nördliche) Seitenaltar ist wiederum der Gottesmutter Maria geweiht, der rechte (südliche) Seitenaltar dem Herzen Jesu.

### Kanzel

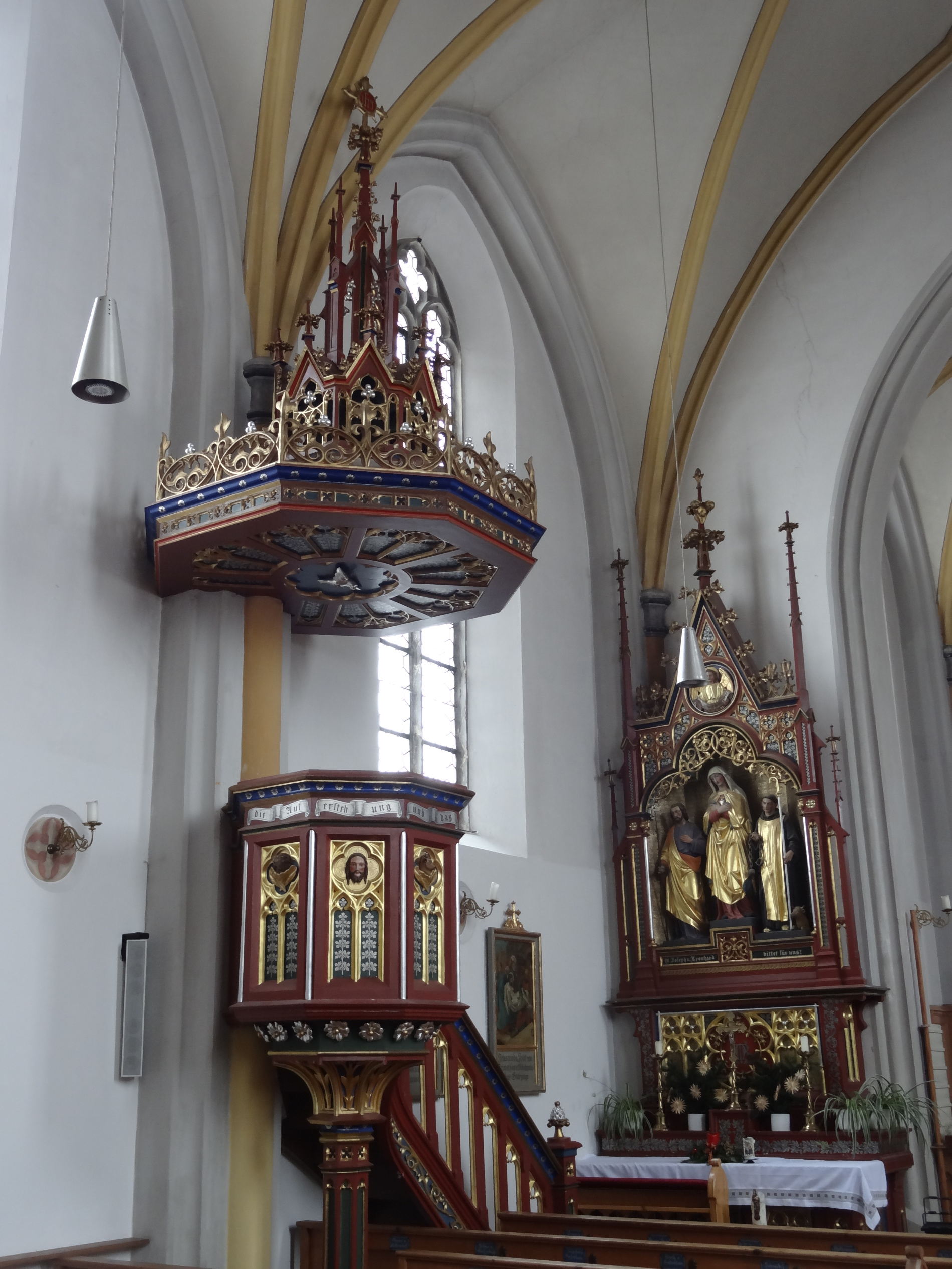
Neugotische Kanzel, im Hintergrund der nördliche Seitenaltar

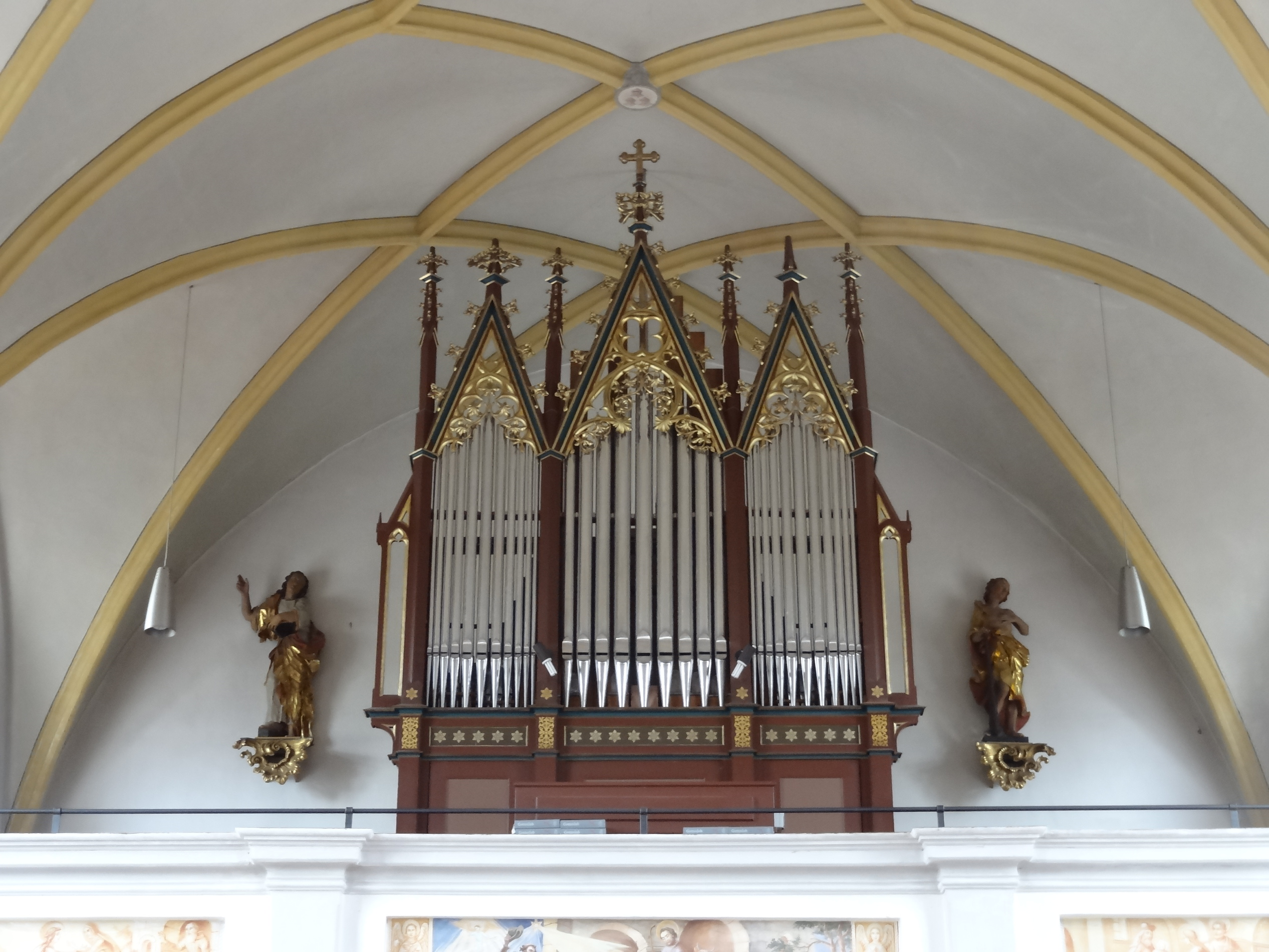
Orgel

Im gleichen Stil wie die Altäre ist die ebenfalls in rot und gold gehaltene Kanzel ausgeführt. Diese ist auf der Evangelienseite am ersten Wandpfeiler von Osten angebracht. Der polygonale Kanzelkorb ruht dabei auf einem achteckigen Fuß. An dessen Brüstung zieht sich in mehreren, aneinandergereihten Spruchbändern das Bibelzitat Ich bin die Auferstehung und das Leben (Joh 11,25 ) entlang. Außerdem besitzt die Kanzel einen Schalldeckel, an dessen Unterseite ein Relief der Heilig-Geist-Taube zu sehen ist. Obenauf befindet sich wiederum aufwändiges Gesprenge.

### Taufstein
Rechts vor den Altarstufen befindet sich der neugotische Taufstein. Er besteht aus einem runden Rotmarmorbecken mit Deckel, das auf einer zierlichen Steinsäule ruht.

### Orgel
Die Orgel wurde im Jahr 1879 von der Firma Max Maerz & Sohn aus München als Opus 136 errichtet. Andere Quellen rechnen sie bereits zu den ersten Werken von Franz Borgias Maerz, da dieser am 1. Mai 1879 als Erbe die Betriebsnachfolge antrat. Das Instrument gilt somit auch als die älteste erhaltene Orgel von Franz Borgias Maerz. Es verfügt über zehn Register auf einem Manual und Pedal. Die Orgel ist mit mechanischen Kegelladen ausgestattet, die über einen freistehenden Spieltisch angesteuert werden. Sie wurde 1998 von Manfred Wittensöldner aus Aholming restauriert. Die Disposition lautet wie folgt:
| Manual C–f3 |            |        |
| 1.          | Prinzipal  | 8′     |
| 2.          | Gedeckt    | 8′     |
| 3.          | Salicional | 8′     |
| 4.          | Gamba      | 8′     |
| 5.          | Oktave     | 4′     |
| 6.          | Flöte      | 4′     |
| 7.          | Mixtur IV  | 1 1/3' |

| Pedal C–d1 |        |     |
| 8.         | Subbaß | 16′ |
| 9.         | Cello  | 8′  |

- Koppel: Manual/P

### Glocken
Aus dem Turm der Pfarrkirche erklingt zu den Gottesdiensten und zum Angelusgebet ein vierstimmiges Geläut. Die vier Glocken – eine mit dem Reliefbild der Mutter Gottes, eine andere mit dem des heiligen Georg – wurden zwischen 1923 und 1968 gegossen. Die älteren Glocken wurden in beiden Weltkriegen beschlagnahmt.